# L'inganno (Thomas Mann)
L'inganno (Die Betrogene) è un racconto lungo dello scrittore tedesco Thomas Mann, iniziato tra il 1952 e il 1953, quando l'autore risiedeva ancora negli Stati Uniti, apparso per la prima volta sulla rivista Merkur di Stoccarda nel 1953 e pubblicato infine in volume nello stesso anno. L'inganno è l'ultima opera di narrativa pubblicata in vita da Thomas Mann. Il titolo in lingua tedesca Die Betrogene significa "L'ingannata"; la vicenda narrata è infatti quella di una donna cinquantenne, in menopausa, in cui una improvvisa emorragia, da lei scambiata per un ritorno del flusso mestruale, la illude per un breve periodo di tempo di essere oggetto di un miracoloso ringiovanimento.

## Trama
La vicenda si svolge in Germania negli anni venti del novecento. Rosalia von Tümmler è una signora sulla cinquantina, ma ancora piacente, rimasta vedova all'inizio della prima guerra mondiale, madre di due figli, Anna e Edoardo. Dopo la morte del marito, Rosalia si è trasferita a Düsseldorf per la presenza in questa città di magnifici giardini e perché Anna, la figlia maggiore, potesse frequentare l'Accademia d'Arte. Rosalia ha un'anima mite e romantica, amante della natura; Anna, ormai trentenne, si dedica esclusivamente alla pittura; Edoardo, studente dell'ultimo anno del liceo classico, si propone di studiare ingegneria all'università e prende lezioni private di lingua inglese da un giovane americano, Ken Keaton. Rosalia si innamora di Ken e confessa i suoi sentimenti ad Anna. Una mattina Rosalia rivela con gioia alla figlia che la natura benigna le ha restituito miracolosamente il ciclo mestruale. 
Nei giorni successivi Rosalia organizza con i figli e con Keaton una gita al castello di Holterhof. Durante la visita, Rosalia riesce ad appartarsi con Ken e gli confessa il suo amore, che il giovane americano sembra ricambiare. Ritornata a casa, una nuova emorragia fa scoprire la causa del flusso sanguigno: un tumore alle ovaie e all'utero. Rosalia viene sottoposta a intervento chirurgico. Il professor Muthesius, il chirurgo, ritiene che il tumore sia insorto in cellule delle ovaie che abbiano subito una degenerazione maligna «Dio sa per quale processo irritativo». Prima di morire Rosalia, in un colloquio con la figlia, riafferma la sua fiducia nella natura: 
(Thomas Mann, "L'inganno"; traduzione di Lavinia Mazzucchetti, in: Le teste scambiate ; La legge ; L'inganno, Mondadori, 1972, pp. 376-77)

## Critica
Il progetto dell'Inganno risale alla primavera del 1952, quando Thomas Mann risiedeva ancora in California, e fu ispirato da un fatto reale. La redazione avvenne a Erlenbach, presso Zurigo, dove Mann si era trasferito nel gennaio 1953; il racconto fu poi pubblicato nell'estate dello stesso anno. Le reazioni immediate della critica non furono del tutto positive in quanto da taluni il soggetto fu giudicato sgradevole e di cattivo gusto. La maggior parte dei critici sottolineò tuttavia i valori positivi e ottimistici del racconto (la generosità della protagonista, la serenità della morte) contrapposti alla filosofia del negativo, di ascendenza schopenhaueriana e nietzscheana, mostrata da Mann in opere precedenti aventi come argomento la malattia e la morte, come I Buddenbrook, La montagna incantata o Morte a Venezia. In una lettera all'autore Adorno mise in evidenza gli aspetti catartici dell'epilogo del racconto.
Per Roberto Fertonani, sebbene nell'Inganno siano presenti temi incontrati in opere precedenti di Thomas Mann (per esempio, il binomio amore-morte, la forza distruttiva dell'amore , l'alternativa e l'incomunicabilità fra creazione estetica e conformismo borghese), il motivo centrale del racconto è «il contrasto tra slancio vitale e decisione irrevocabile del fato». Nel racconto sono presenti continuamente dei segni di morte (odore di animali putrefatti, una quercia con rami ormai inariditi, un aggressivo cigno nero col becco rosso, ecc.), seguendo un paradigma sperimentato in Morte a Venezia.

## Edizioni
- «Die Betrogene», Merkur: Deutsche Zeitschrift für europäisches Denken, Jahrgang 7 (1953), Heft 63–65.
- Die Betrogene: Erzählung; Schutzumschlag von Martin Kausche, Frankfurt am Main: S. Fischer, 1953, 126 p.
- L'inganno. In: Thomas Mann, Romanzi brevi, vol. IV; a cura di Lavinia Mazzucchetti, Coll. Tutte le opere di Thomas Mann, Milano : A. Mondadori, 1955
- L'inganno; introduzione e traduzione di Rossana Rossanda; Venezia: Marsilio, 1992, ISBN 88-317-5602-8